# Bas van Leeuwen
Bas van Leeuwen (Berkel en Rodenrijs, 19 augustus 1944) is een Nederlandse beeldhouwer. Hij genoot zijn opleiding aan de Academie voor Beeldende Kunsten in Rotterdam. 
In de Nederlandse publieke ruimte zijn een aantal werken van hem terug te vinden.

## Werken (selectie)
- Groei elementen, Lansingerland
- Groei elementen (2), Lansingerland
- Zonder titel (mobile)), Lansingerland
- Zit-speelelement De Kooy (1995), Spijkenisse
- De Verbeelding  (1989), Boskoop
- Drie honden (1980), Pijnacker

## Fotogalerij

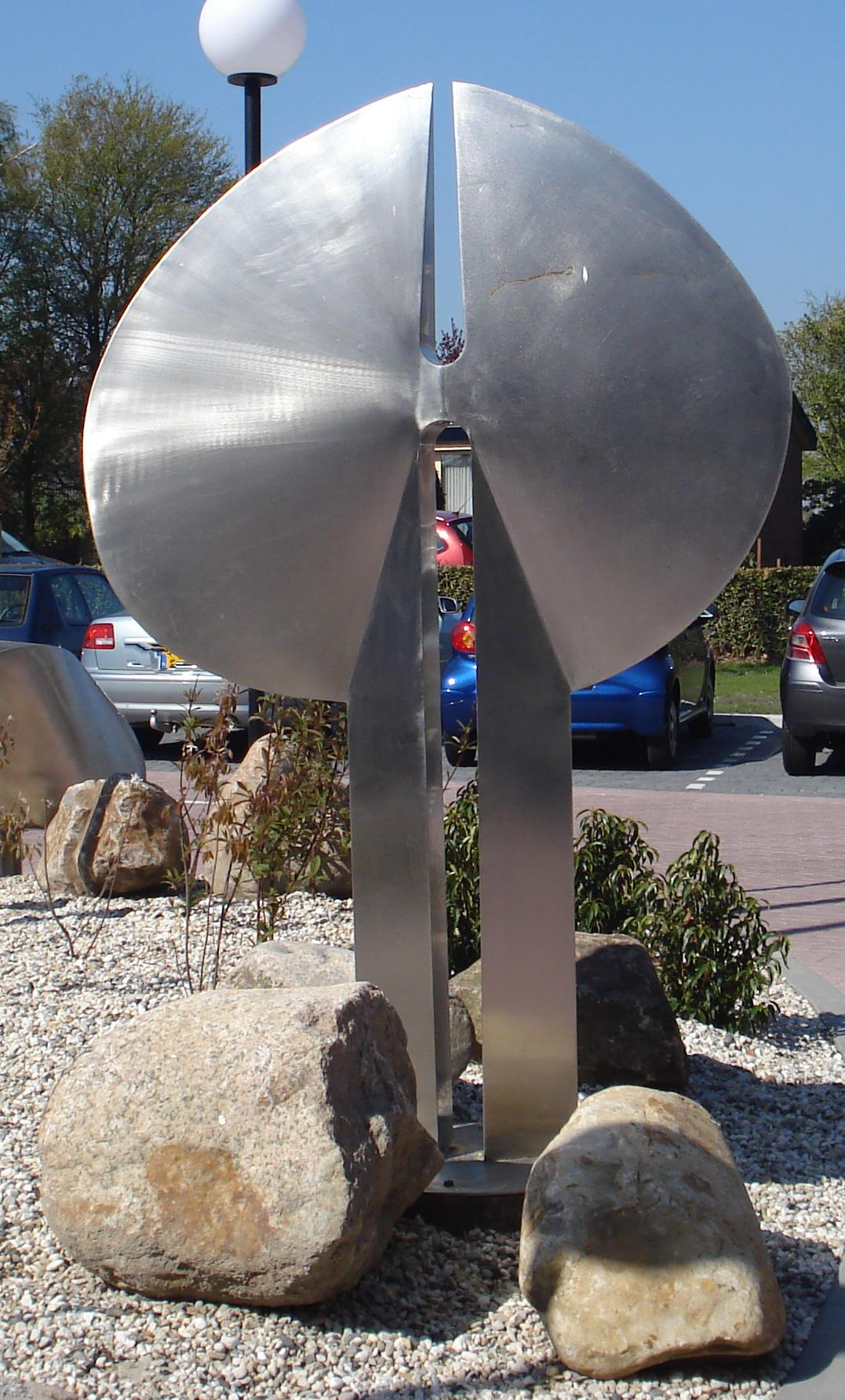
Lansingerland
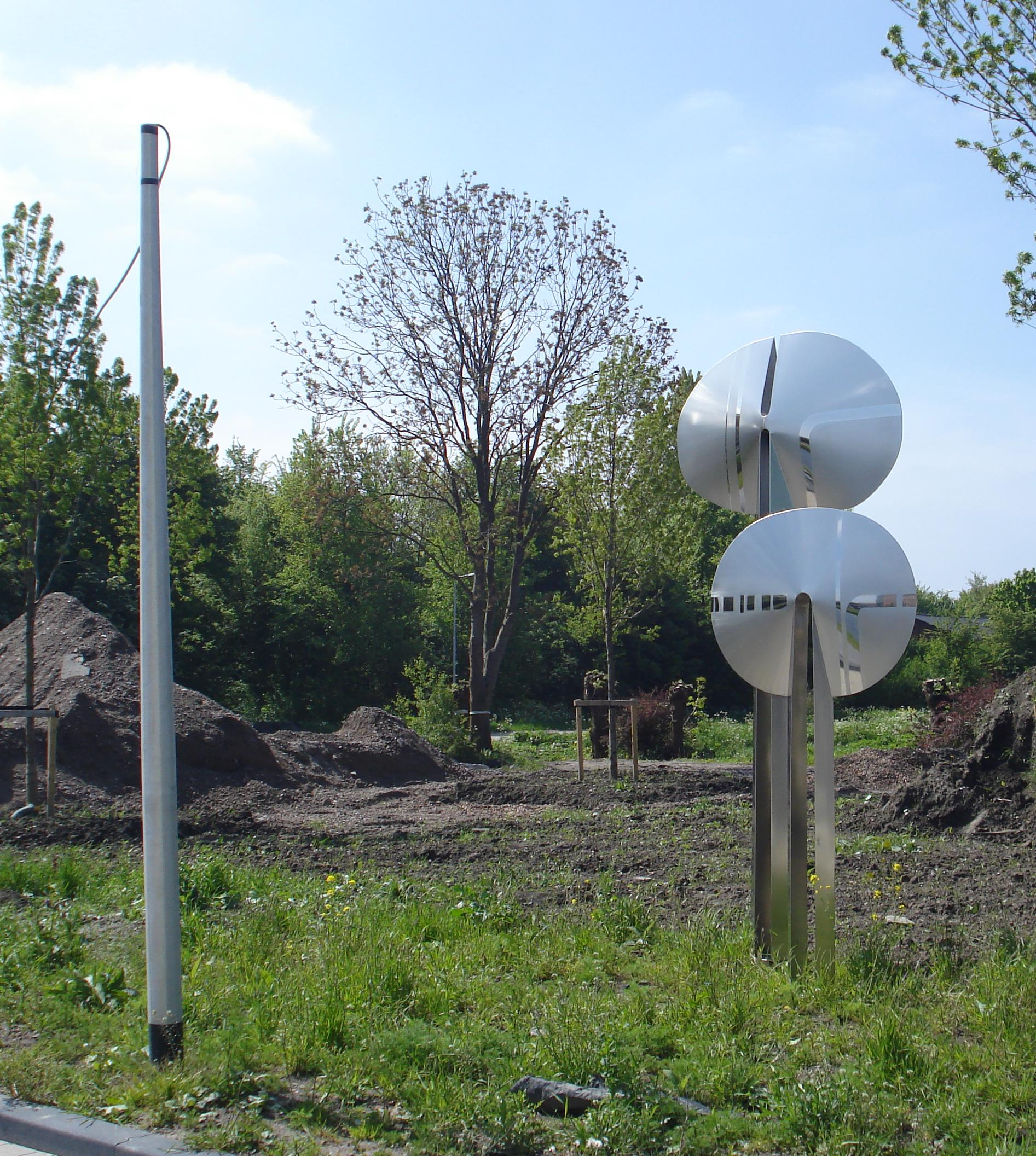
Lansingerland
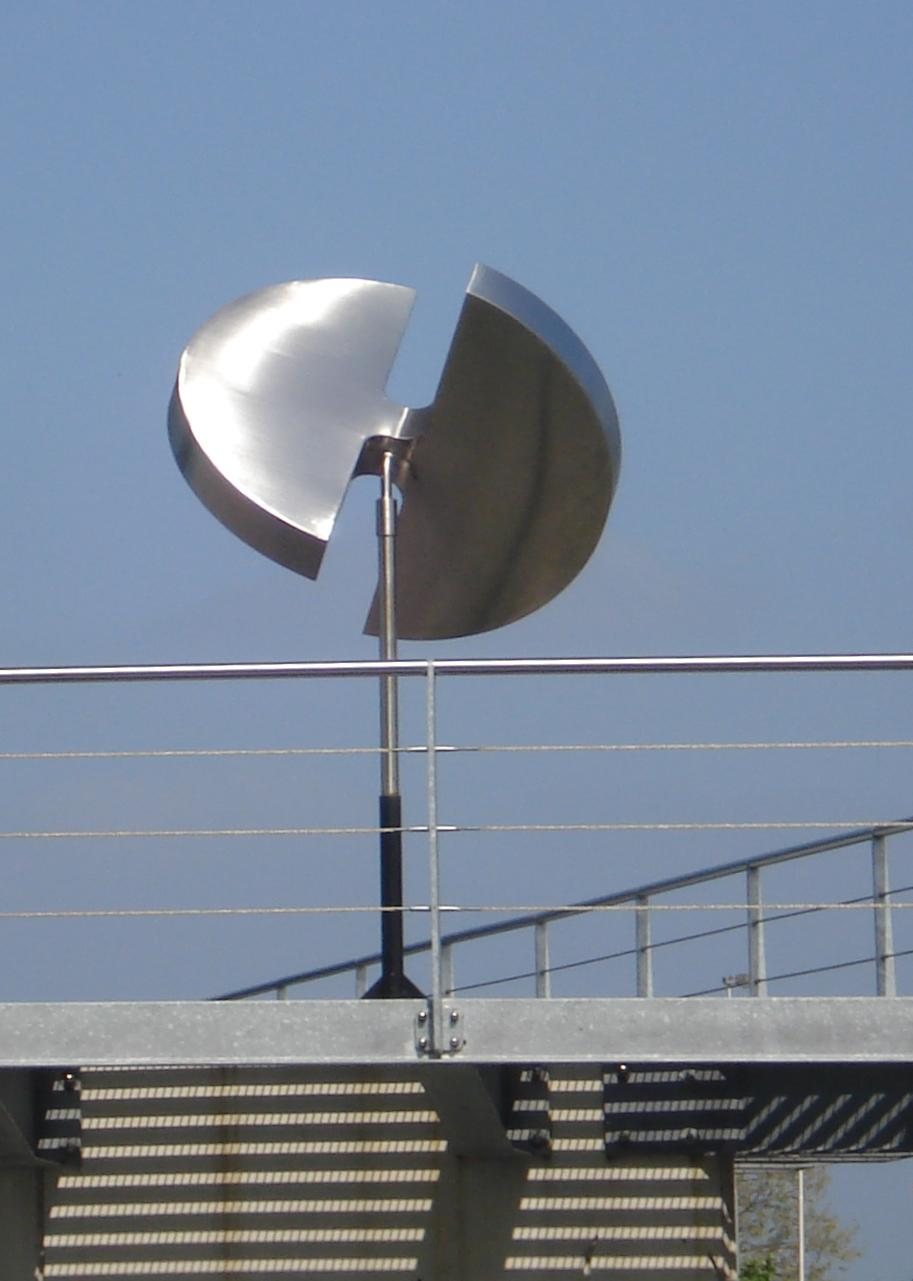
Lansingerland
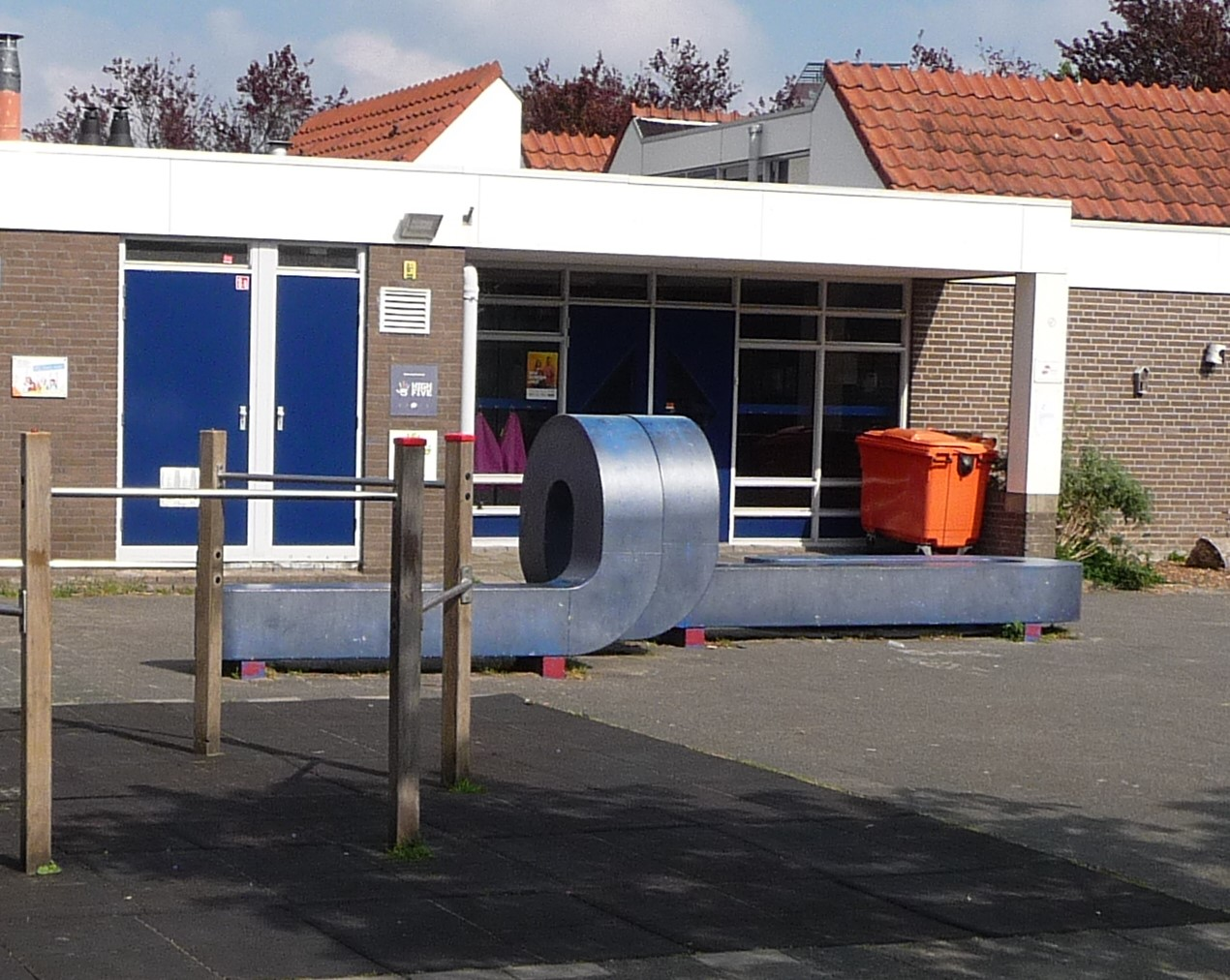
Spijkenisse
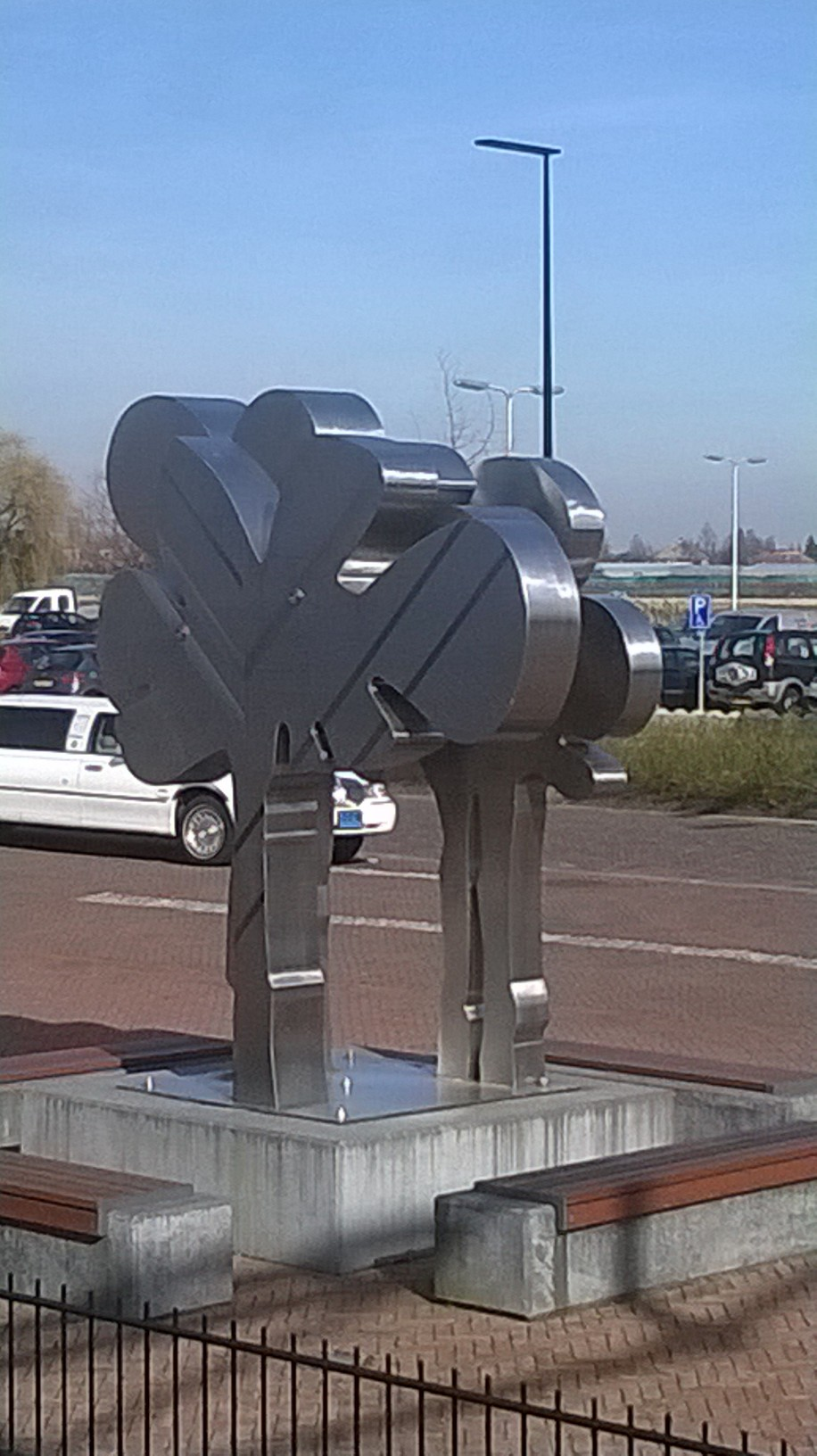
Boskoop
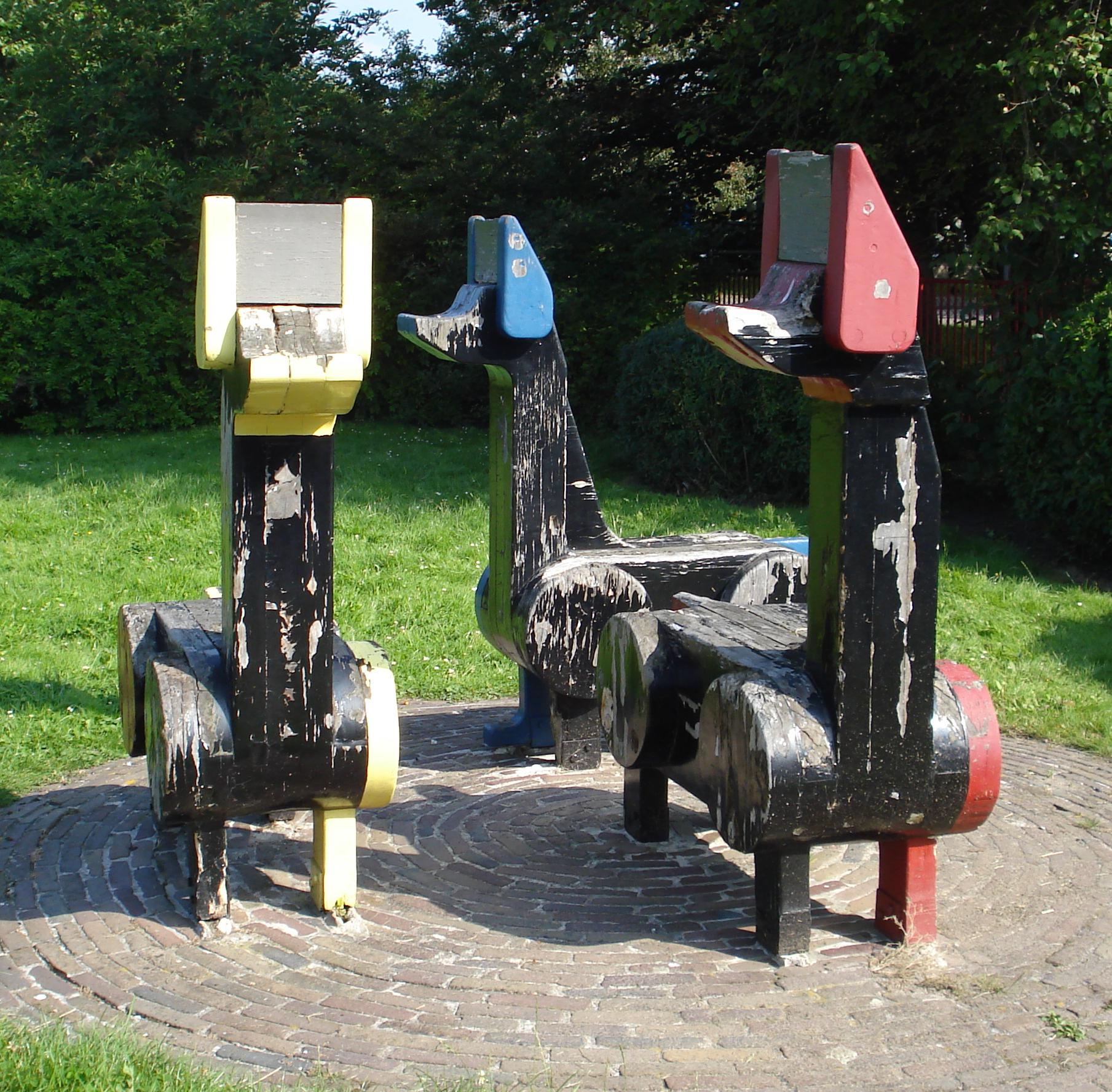
Pijnacker